# Hyundai Motor Group
Hyundai Motor Group, «Хёндэ Мотор Груп» — южнокорейский промышленный конгломерат с основными интересами в автомобилестроении и строительстве. Был создан в 1998 году в результате поглощения Hyundai Motor обанкротившейся компании Kia Motor, затем в него были влиты некоторые дочерние структуры Hyundai Group по производству автокомплектующих и стали, а также строительные компании.

## Структура
Основные составляющие группы:
- Hyundai Motor Company — производство автомобилей, основана в 1967 году[2]; выручка 117,6 трлн вон ($99,2 млрд)[3].
- Kia — производство автомобилей, основана в 1944 году, вошла в состав группы в 1998 году[4]; выручка 69,9 трлн вон ($59,0 млрд)[5].
- Hyundai Steel — сталелитейная компания, основана в 1953 году, в составе группы Hyundai с 1987 года[6]; производит около 20 млн тонн стали в год, выручка 22,85 трлн вон ($19,3 млрд)[7]
- Hyundai BNG Steel — сталелитейная компания, основана в 1966 году[8]; изделия из нержавеющей стали, выручка 856 млрд вон ($0,7 млрд)[9].
- Hyundai Special Steel — сталелитейная компания, основана в 1979 году[10].
- Hyundai Rotem — вагоностроительная и оборонная компания, основана в 1999 году; производство скоростных поездов, вагонов метро, трамваев, а также танков и промышленного оборудования[11]; выручка 2,87 трлн вон ($2,4 млрд)[12].
- Hyundai Engineering and Construction — строительная компания, основана в 1947 году; строительство жилой и промышленной недвижимости, электростанций, линий электропередач[13]; выручка 18,1 трлн вон ($15,2 млрд)[14].
- Hyundai Engineering (HEC)[англ.] — инженерно-строительная компания, основана в 1974 году; строительство химических и других предприятий, электростанций, жилой недвижимости; выручка 7,36 трлн вон ($6,2 млрд)[15].
- Hyundai Engineering & Steel Industries — строительная компания, основана в 2001 году; строительство из стальных конструкций мостов, морских платформ и ветряных электростанций, промышленного оборудования, выручка $235 млн[16].
- Hyundai Architects & Engineers Associates — архитектурно-строительная компания, основана в 2001 году; проектирование зданий, городская планировка, контроль за проведением строительных работ[17].
- Hyundai City Corporation — инженерно-строительная компания, основана в 2007 году; осуществляет строительство города Taean Tourism and Leisure City в уезде Тхэан, площадь которого составит 15,46 км²[18].
- Hyundai Mobis — производитель автокомплектующих, основан в 1977 году[19]; выручка 41,7 трлн вон ($35,2 млрд)[20].
- Hyundai Transys — производитель автокомплектующих (трансмиссий и сидений), основан в 1994 году; 33 завода в 11 странах, выручка 8,14 трлн вон ($6,9 млрд)[21].
- Hyundai Wia — производитель двигателей и военной техники, основан в 1976 году[22]; выручка 7,53 трлн вон ($6,4 млрд)[23].
- Hyundai MSEAT — производитель автокомплектующих (сидений), основан в 1987 году[24].
- Hyundai KEFICO — производитель автокомплектующих (электроники), основан в 1987 году; выручка 2,03 трлн вон ($1,7 млрд)[25].
- Hyundai IHL[англ.] — производитель автокомплектующих (задних фонарей, противотуманных фар), основан в 1993 году[26].
- Hyundai PARTECS — производитель запчастей для снятых с производства моделей Hyundai и Kia, основан в 2005 году[27].
- Hyundai Capital[англ.] — финансовая компания, основана в 1993 году; автокредитование, ипотечное кредитование в 11 странах, активы 86 трлн южнокорейских вон ($73 млрд), выручка 3,2 трлн вон ($2,7 млрд)[28].
- Hyundai Card[англ.] — финансовая компания, основана в 2001 году на основе купленного корейского филиала Diners Club; выпуск и обслуживание кредитных карт[29].
- Hyundai Commercial — финансовая компания, в 2007 году отделена от Hyundai Capital; коммерческое кредитование, активы 125 трлн вон ($106 млрд), выручка 1,62 трлн вон ($1,4 млрд)[30].
- Hyundai Motor Securities — инвестиционная компания, основана в 2008 году[31]; выручка 658 млрд вон ($0,56 млрд), активы 8,81 трлн вон ($7,4 млрд)[32].
- Hyundai Glovis — транспортная компания, основана в 2001 году; занимается доставкой автомобилей, комплектующих и других товаров[33]; выручка 21,8 трлн вон ($18,4 млрд)[34].
- Innocean Worldwide — маркетинговая и коммуникационная компания, основана в 2005 году; организация крупных международных мероприятий (выставок, спортивных соревнований), представлена в 21 стране[35]; выручка 1,5 трлн вон ($1,3 млрд)[36].
- Haevichi Hotel & Resort — туристическая компания, основана в 2000 году; управление отелями, ресторанами, кондоминимумами, гольф-клубами[37].
- Hyundai AutoEver[англ.] — разработчик программного обеспечения для систем автомобиля, основан в 2000 году[38].
- Hyundai NGV — компания, осуществляющая научно-исследовательскую деятельность и подготовку кадров для других структур группы, основана в 2000 году[39].
- Hyundai Farm Land & Development Company — аграрная компания, основана в 2005 году; производство риса, говядины и других продуктов питания[40].

## Руководство
С момента основания группу возглавлял Чон Монгу; в 2020 году он стал почётным председателем, а председателем правления стал его сын Ыйсон.
Сон Ыйсон (Chung Eui-sun, род. 18 октября 1970 года) — председатель правления с октября 2020 года. Окончил Университет Корё и Университет Сан-Франциско, с 1997 по 1999 год работал в нью-йоркском филиале Itochu, затем занимал различные посты в компаниях Hyundai и Kia. Журнал Forbes на 2022 год оценивал его состояние в 2,6 млрд долларов (13-е место в Республике Корея и 1012-е в мире).